# The Chordettes
The Chordettes — американський жіночий квартет, який виконував а капела і спеціалізувався на традиційній популярній музиці. Працювали в період з 1946 по 1961 роки; перший великий хіт — пісня «Mr. Sandman», виконана в 1954 році, другий успіх прийшов з піснею «Lollipop» в 1958 році.
Група мала фан-клуб зі значним числом учасників, очолюваний Джоді Дестефано (Jody Destefano).

## Кар'єра
Група була створена в Шебойгані, штат Вісконсін, в 1946 році. Спочатку до складу групи входили Джанет Ертель (21 вересня 1913 — 4 листопада 1988), Керол Бушманн, Дороті Шварц (18 лютого 1927 — 4 квітня 2016) і Джинні Осборн (25 квітня 1927 — 19 травня 2003 року).

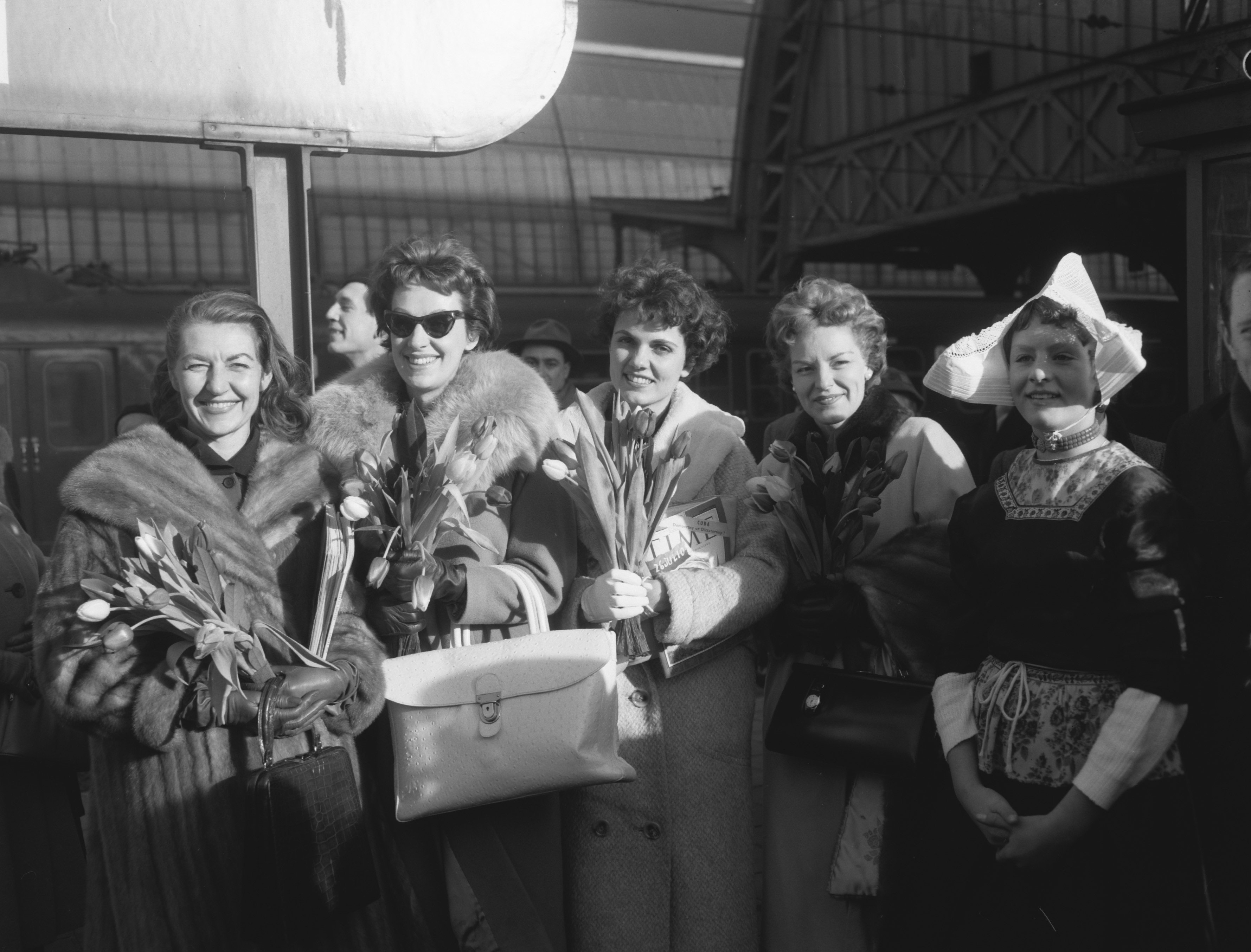
The Chordettes у Нідерландах. 1959 рік.

У 1952 році Лінн Еванс (2 травня 1924 — 6 лютого 2020) замінила Дороті Шварц, а в 1953 році Марджі Нідхем замінила Джіні Осборн, яка, втім, повернулася до складу групи пізніше. Ненсі Овертон (6 лютого 1926 — 5 квітня 2009) також була присутня в групі, але ніколи не брала участь в звукозапису. Спочатку вони грали фолк-музику як The Weavers, але потім змінили стиль. Можливо, частина змін була проведена під впливом батька Осборн.
У 1961 році Джинні Осборн знову покинула групу, через що гурт розпався в 1963 році.

## Учасники

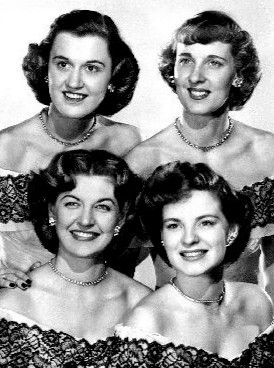
Перший класичний склад гурту. Зліва направо: Керол Бушманн, Дотті Шварц (вгорі), Джинні Осборн і Джанет Ертель (внизу).

- Еліс Мей Бушманн Шпілвогель, померла в 1981 році і похована на Національному кладовищі Літл-Рок[1]
- Джанет Ертель Блаєр, померла 22 листопада 1988 року у віці 75 років[2].
- Джинні Осборн (пізніше відома як Джинні Джаніс), померла в 2003 році[3].
- Джанет Ертель, померла 22 листопада 1988.
- Ненсі Овертон, померла 5 квітня 2009 року після тривалої боротьби з раком стравоходу[4].
- Дороті "Дотті" Шварц, померла 4 квітня 2016 року[5].
- Лінн Еванс Менд, померла 6 лютого 2020 року у віці 95 років, остання з живих учасниць квартету[6].

## Дискографія

### Сингли
| Рік  | Сингл                         | Позиції в чартах | Позиції в чартах | Позиції в чартах | Позиції в чартах |
| Рік  | Сингл                         | US               | US R&B           | US AC            | UK               |
| ---- | ----------------------------- | ---------------- | ---------------- | ---------------- | ---------------- |
| 1954 | «Mr. Sandman»                 | 1                |                  |                  | 11               |
| 1956 | «The Wedding»                 | 91               |                  |                  |                  |
| 1956 | «Eddie My Love»               | 14               |                  |                  |                  |
| 1956 | «Born To Be With You»         | 5                |                  |                  | 8                |
| 1956 | «Lay Down Your Arms»          | 16               |                  |                  |                  |
| 1956 | «Teen Age Goodnight»          | 45               |                  |                  |                  |
| 1957 | «Just Between You and Me»     | 8                |                  |                  |                  |
| 1957 | «Soft Sands»                  | 73               |                  |                  |                  |
| 1958 | «Lollipop»                    | 2                | 3                |                  | 6                |
| 1958 | «Zorro»                       | 17               |                  |                  |                  |
| 1959 | «No Other Arms No Other Lips» | 27               |                  |                  |                  |
| 1959 | «A Girl's Work Is Never Done» | 89               |                  |                  |                  |
| 1960 | «A Broken Vow»                | 102              |                  |                  |                  |
| 1961 | «Never On Sunday»             | 13               |                  | 4                |                  |
| 1961 | «Faraway Star»                | 90               |                  |                  |                  |

### Альбоми
- The Chordettes Sing Your Requests (1954)